# 塞易斯
30°57′53″N 30°46′6″E / 30.96472°N 30.76833°E
塞易斯，又译舍易斯，是尼罗河三角洲上的一个古埃及城市，其地理位置为北纬30°58'，东经30°46'。

## 历史
早在古王國時期的文献中就已经有塞易斯的纪录了，考古发掘证明这里约在前4000年左右就已经有人定居了。这里是供奉奈斯的地方，有一座奈斯的大神庙。来自塞易斯的法老普萨美提克一世将埃及的首都迁到这里，建立了塞易斯王朝。当时塞易斯是埃及与希腊之间贸易的中心。希羅多德描写了当地的神庙和第二十六王朝的墓。
塞易斯王朝（第二十六王朝）属于古埃及后期王朝时期，其统治时期在前664年至前525年之间。
柏拉图在他的著作中說梭伦关于亚特兰蒂斯的傳說是来自塞易斯，柏拉图说梭伦在塞易斯時通过一名埃及大祭司的得知了有关史前亚特兰蒂斯文明的隻言片語，柏拉图自己有一份希臘版本的從祖輩那裏傳下來的关于亚特兰蒂斯大陆的古老傳說文献。而塞易斯因為歷史上屠殺祭司的事件以及象形文字的失傳現今已無法探究了。

## 塞易斯王朝的法老
- 普萨美提克一世
- 尼科二世
- 普萨美提克二世
- 阿普里伊
- 雅赫摩斯二世
- 普萨美提克三世